# 飯原夏子
飯原 夏子（いいはら なつこ、1985年6月22日 - ）は、日本の女性実業家。旧姓 戸谷 夏子。株式会社ドローンママ 代表取締役社長。一般社団法人ドローン女性雇用促進協会 代表理事。日本初の女性ドローンレーサー。
夫は元東京ヤクルトスワローズ外野手の飯原誉士。

## 経歴
神奈川県横浜市出身。青山学院大学法学部出身。大学時代はゴルフ部に所属。在学中にイベント企画運営会社を設立した。
2011年に飯原と結婚。2012年女児を出産。